# Habitat spaziale gonfiabile

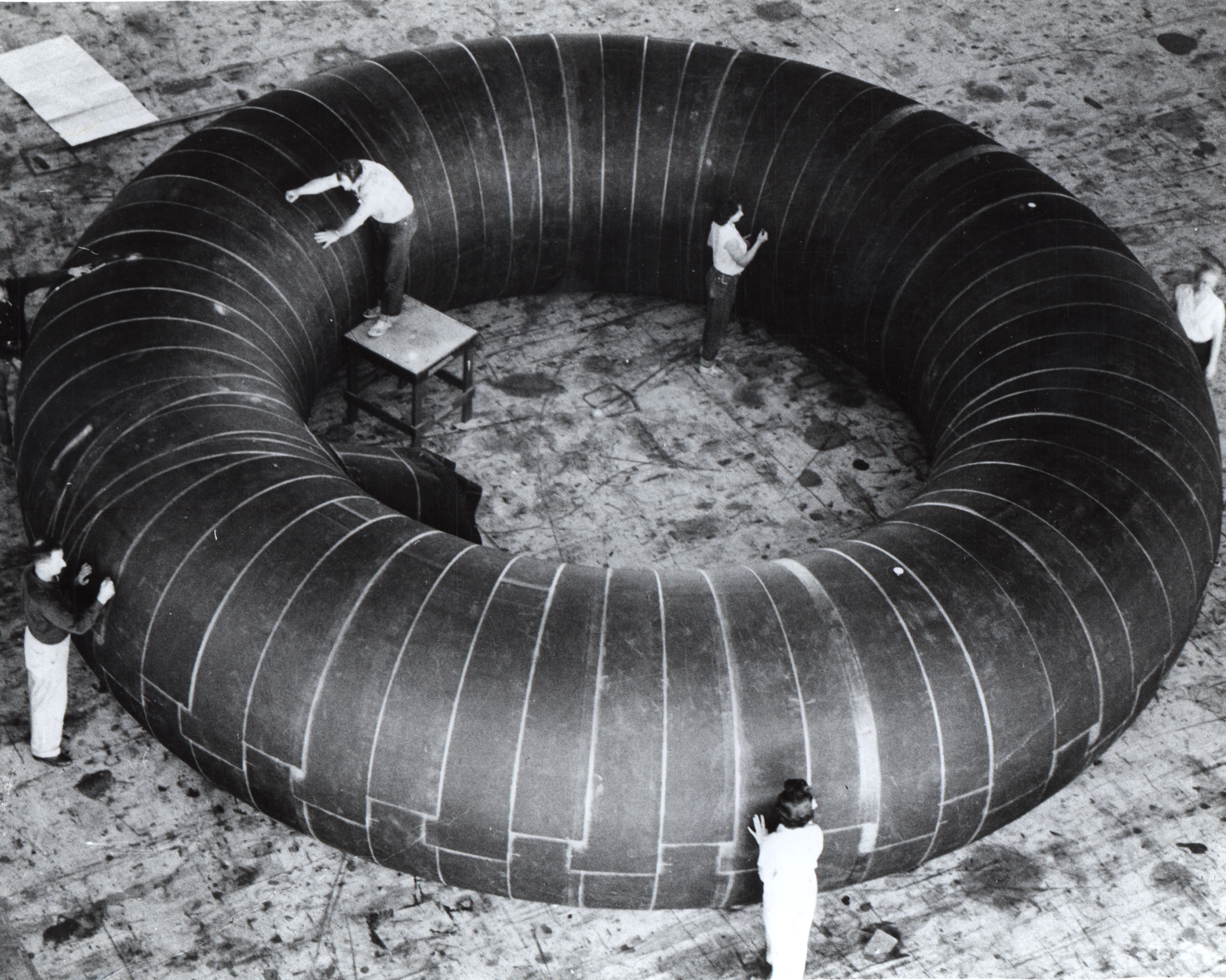
Concetto di stazione gonfiabile toroidale durante i test (NASA 1961).

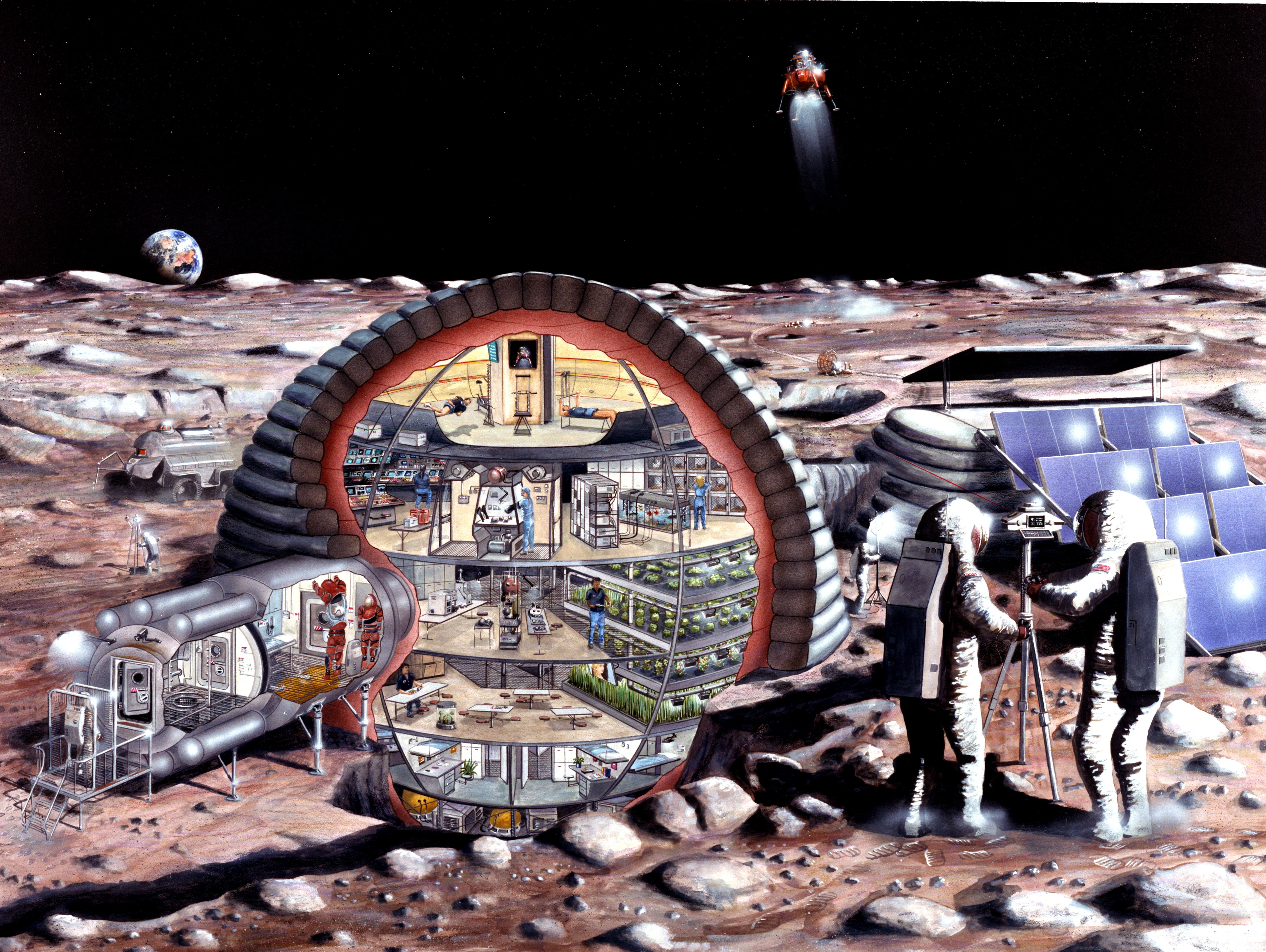
Proposta di habitat lunare gonfiabile (NASA 1989).

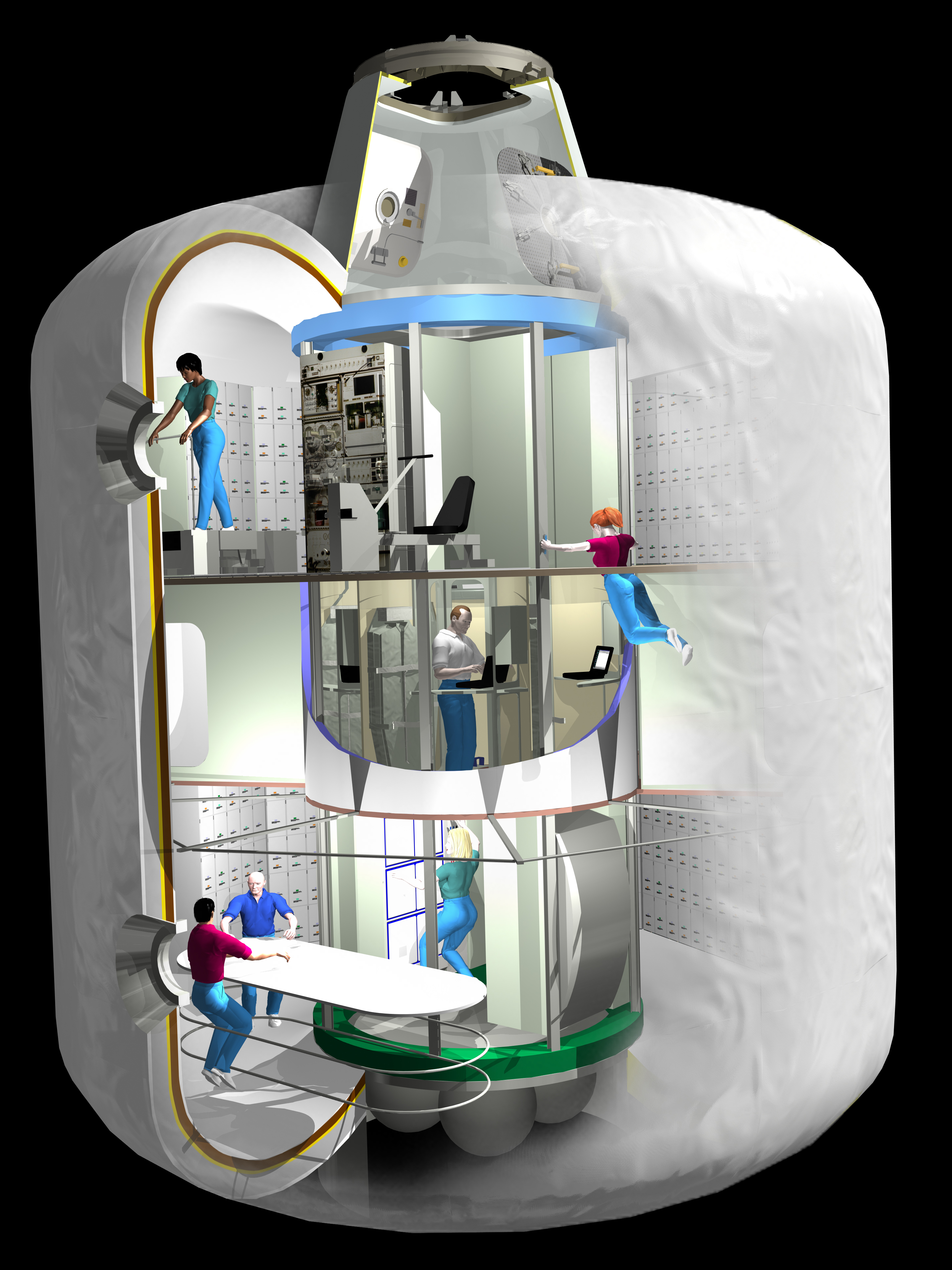
Transhab

Gli habitat gonfiabili o habitat espandibili sono strutture pressurizzate in grado di sostenere la vita nello spazio il cui volume interno aumenta dopo il lancio. Sono state spesso proposte per l'uso in applicazioni spaziali per fornire un maggior volume di spazio vitale per una data massa. 
La prima progettazione formale e produzione di un habitat spaziale gonfiabile avvenne nel 1961 con un progetto di stazione spaziale prodotto dalla Goodyear Tire & Rubber Company (anche se questo progetto non è mai stato lanciato). Una proposta pubblicata nel 1989 dalla divisione Man Systems del Johnson Space Center ha abbozzato una struttura sferica di 16 metri di diametro come habitat lunare, parzialmente interrato nella superficie. 
Per la Stazione Spaziale Internazionale fu proposto un modulo gonfiabile chiamato TransHab (una portmanteau di Trans Habitation), e successivamente l'azienda privata Bigelow Aerospace ne rilanciò il progetto per un certo numero di potenziali applicazioni civili e commerciali.

## Costruzione
La costruzione di un habitat spaziale gonfiabile è determinata dalla sua destinazione d'uso. Tuttavia gli elementi comuni includono strati intrecciati di materiali altamente resistenti come il Kevlar e il mylar intorno ad una vescica d'aria flessibile che viene utilizzata per trattenere un'atmosfera. La forma del modulo è mantenuta dalla differenza di pressione tra l'atmosfera interna e il vuoto esterno. I moduli gonfiabili di Bigelow Aerospace hanno un nucleo interno che fornisce supporto strutturale durante il lancio in orbita. 

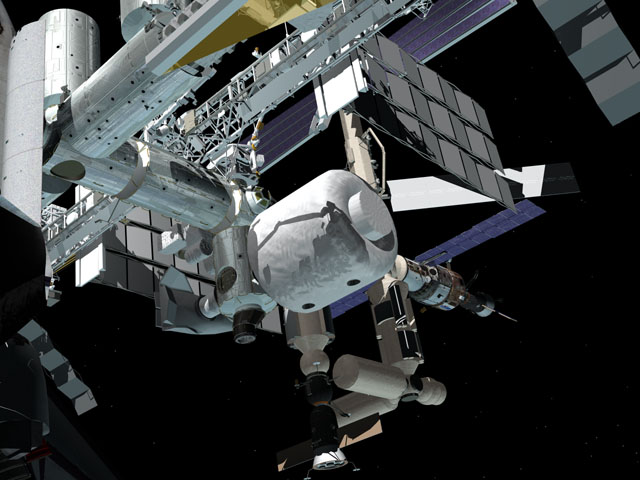
Un artista di rendering del TransHab gonfiabile modulo attraccata alla ISS.

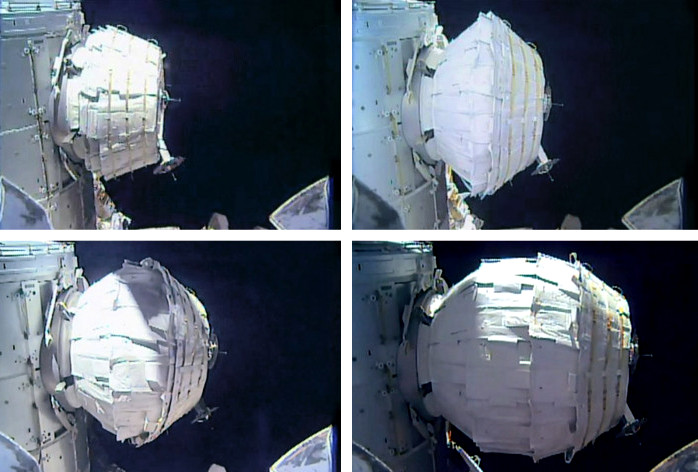
Il modulo di attività espandibile di Bigelow (BEAM), collegato all'ISS, viene gonfiato il 28 maggio 2016

## Ricerche in corso
Attualmente le principali aree di ricerca sono svolte da Bigelow Aerospace e NASA. La NASA sta attualmente studiando basi lunari gonfiabili con un habitat di superficie planetaria e un'unità di camera di equilibrio attualmente in fase iniziale di prototipazione, e ha proposte concettuali per l'utilizzo di strutture spaziali con equipaggio interplanetario e cislunare per l'esplorazione spaziale attraverso l'impiego di tecnologie espandibili.

### Il modulo di attività espandibile di Bigelow
Il modulo Bigelow Expandable Activity Module (BEAM) è un modulo per stazioni spaziali in fase di sviluppo e test da parte di Bigelow Aerospace, acquistato dalla NASA per il volo verso lo spazio e il collegamento alla Stazione Spaziale Internazionale nel 2016. È arrivato alla Stazione Spaziale Internazionale il 10 aprile 2016. 

### Stazione spaziale commerciale di Bigelow
La stazione spaziale commerciale di prossima generazione di Bigelow, composta da due moduli abitativi spaziali espandibili, è stata annunciata a metà del 2010. L'inizio della sua costruzione era prevista per il 2014-2015 e sarebbe stata composta da due moduli Sundancer e un modulo B330. Bigelow ha mostrato pubblicamente il progetto configurabile con un massimo di nove moduli B330 che equivalgono a 2.800 m3 di spazio abitabile. Bigelow ha iniziato a fare riferimento pubblicamente alla configurazione iniziale - due moduli di Sundancer e un modulo B330 - come "Space Complex Alpha" nell'ottobre 2010.
Bigelow ha annunciato nel 2010 di avere stretto accordi con sei Stati sovrani per utilizzare le strutture in orbita della stazione spaziale commerciale: Regno Unito, Paesi Bassi, Australia, Singapore, Giappone e Svezia.

### Veicolo di esplorazione spaziale multi-missione della NASA
All'inizio del 2011, la NASA ha presentato una proposta concettuale per un veicolo di trasporto spaziale con equipaggio per viaggi di lunga durata che comprende un habitat spaziale a gravità artificiale destinato a migliorare la permanenza di un equipaggio composto da un massimo di sei persone in missioni della durata massima di due anni. Chiamato Multi-Mission Space Exploration Vehicle (MMSEV), la centrifuga ad anello toroidale parziale userebbe sia strutture metalliche, sia strutture gonfiabili e fornirebbe da 0,11 a 0.69g.
Relativo all'MMSEV è il progetto dimostrativo ISS Centrifuge Demo, proposto nel 2011 come progetto dimostrativo propedeutico alla progettazione definitiva dell'habitat spaziale di una centrifuga toroidale più grande per il Multi-Mission Space Exploration Vehicle. La struttura avrebbe un diametro esterno di 9,1 m e un diametro di 760 mm di sezione interna dell'anello e fornirebbe da 0,08 a 0,51 g di gravità parziale. Questa centrifuga di prova costituirebbe il modulo del sonno per l'equipaggio della ISS.

## Vantaggi
- A paragone di tutti gli altri fattori, il carico aerodinamico a cui è sottoposto ogni veicolo mentre viaggia in un'atmosfera è esponenzialmente superiore al suo diametro. Pertanto, il diametro di un veicolo di lancio deve essere mantenuto al minimo per garantire un'ascesa ragionevolmente sicura e a basso consumo di carburante attraverso l'atmosfera inferiore. Al contrario, un veicolo progettato per viaggiare sotto vuoto può essere progettato senza tener conto dell'aerodinamica. Poiché il diametro dell'habitat non è strettamente vincolato dal diametro del veicolo o dei veicoli di lancio (e, se lo si desidera, di rientro), i gonfiabili possono offrire un volume maggiore di spazio vitale per una data massa.
- Alcuni modelli offrono una maggiore resistenza ai detriti spaziali. Ad esempio, il B330 fornisce una protezione balistica superiore ai tradizionali design con guscio in alluminio.[13]
- Alcuni modelli offrono livelli più elevati di schermatura contro le radiazioni. Ad esempio, il B330 fornisce una protezione dalle radiazioni equivalente o migliore della Stazione Spaziale Internazionale, "e riduce sostanzialmente l'impatto pericoloso delle radiazioni secondarie".[13]

## Esperienze di volo
Attualmente gli unici progetti che hanno volato nello spazio sono stati Genesis I, Genesis II e Bigelow Expandable Activity Module di Bigelow Aerospace.